# Aeroportul Watson Lake
Aeroportul Watson Lake (IATA: YQH, ICAO: CYQH) este un aeroport din Watson Lake⁠(d), Yukon, Canada.
Situat la o altitudine de 687 m, aeroportul dispune de o singură pistă.